# Daniele Ratto
Daniele Ratto (* 5. Oktober 1989 in Colzate) ist ein ehemaliger italienischer Radrennfahrer.

## Sportlicher Werdegang
Daniele Ratto gewann 2006 in der Juniorenklasse zwei Etappen bei der Tour du Pays de Vaud und konnte so auch die Gesamtwertung für sich entscheiden. Beim Giro della Lunigiana gewann er auch eine Etappe und die Gesamtwertung. Im nächsten Jahr holte er sich bei der Junioren-Weltmeisterschaft in Aguascalientes die Silbermedaille im Straßenrennen hinter seinem Landsmann Diego Ulissi. Außerdem gewann er wieder ein Teilstück des Giro della Lunigiana. In der Saison 2008 wurde Ratto Erster bei dem Eintagesrennen Piccolo Giro di Lombardia.
Zur Saison 2010 wurde Ratto Mitglied im Team CarmioOro NGC. Im selben Jahr erzielte er beim Gran Premio Industria & Artigianato seinen ersten Erfolg in der Elite. Nach einem Zwischenstopp beim Team Geox-TMC mit einer Reihe von Top-10-Platzierungen wechselte er zur Saison 2012 zum damaligen UCI WorldTeam Liquigas-Cannondale. Mit dem Team nahm er dreimal an einer Grand Tour teil. Im Jahr 2013 konnte die 14. Etappe der Vuelta a España als Solist für sich entscheiden und erzielte damit den größten Erfolg seiner Karriere. Nach Auflösung des Teams Cannondale nach der Saison 2014 fuhr Ratto noch jeweils ein Jahr für die Teams UnitedHealthcare und Androni Giocattoli-Sidermec, ohne jedoch einen weiteren zählbaren Erfolg zu erzielen.
Nach der Saison 2016 beendete Ratto im Alter von 27 Jahren seine aktive Karriere als Radrennfahrer.

## Erfolge
2006
- Gesamtwertung und eine Etappe Giro della Lunigiana
- Gesamtwertung und zwei Etappen Tour du Pays de Vaud

2007
- Weltmeisterschaften (Junioren) – Straßenrennen
- eine Etappe Giro della Lunigiana

2008
- Piccolo Giro di Lombardia

2010
- Gran Premio Industria & Artigianato

2013
- eine Etappe Vuelta a España

## Grand-Tour-Platzierungen
| Grand Tour            | 2012 | 2013 | 2014 |
| --------------------- | ---- | ---- | ---- |
| Giro d’ItaliaGiro     | –    | –    | 126  |
| Tour de FranceTour    | –    | –    | –    |
| Vuelta a EspañaVuelta | DNF  | 95   | –    |